# María de la Gracia Palafox
María de la Gracia Felipa Palafox Garibi (1 de mayo de 1815 – 31 de diciembre de 1889) fue la esposa del militar y presidente conservador Félix María Zuloaga y primera dama de México en 1858.

## Biografía
Nacida en la casa de sus padres en Zapotlán el Grande, Jalisco la mañana del lunes 1 de mayo de 1815, era la segunda hija del prominente militar al servicio del ejército mexicano José Guadalupe Palafox Gil (1787-1851) y su esposa María Guadalupe Josefa Garibi López de Lara (1793-?). Fue la segunda de cinco hermanos, Ignacio Palafox (1813-?), José Palafox (1817-?), José María Palafox (1818-?) y Carlos Palafox (1823-?).
Ella era de ascendencia española por ambos padres; por el lado materno su abuelo Mateo y el hermano de éste, Francisco Garibi Jugo, son los fundadores del apellido en México; eran hijos de los españoles Domingo Garibi y Maricruz Jugo. Por el lado paterno, Gracia estaba emparentada con soldados y literatos españoles, y militares en el movimiento de Independencia de 1810 y políticos mexicanos.
Gracia fue educada notablemente para su tiempo en los diversos lugares donde, por la azarosa carrera militar de su padre, la familia debió vivir. A inicios de la década de 1840, ella conoció al entonces capitán Zuloaga en la ciudad de México, donde a la sazón los Palafox residían. El tenía 27, ella 25. Después de un breve noviazgo, que consistió en breves visitas al domicilio de Gracia bajo la supervisión de sus padres, Félix y ella se casaron en la capital en 1842.
De su matrimonio nacieron tres hijos, dos varones y una mujer:
- Manuel Gregorio Félix Guadalupe Zuloaga Palafox (18 de noviembre de 1847[5]-1863) - Por las ausencias de su padre, murió víctima de la locura a los dieciséis años de edad.[4][6]
- Elena María Dolores Jacoba Guadalupe de Jesús Zuloaga Palafox (12 de noviembre de 1851[7]) - Se casó el 24 de octubre de 1872 en la Ciudad de México con Jesús Bejarano Verduzco.[7]
- Ignacio Félix Francisco de Paula Zuloaga Palafox (19 de octubre de 1856 - 1862) - Murió a los seis años de edad víctima del "mal de crup" (difteria) que afecta a las vías respiratorias.[4]

De chica ella sufría porque su padre era militar, y con Félix le sucedió lo mismo. Vivió sola por largas temporadas mientras él cumplía con sus deberes militares, siempre angustiada por el bienestar de Zuloaga. En alguna ocasión se corrió el rumor de que su esposo había sido fusilado, lo cual hubiera sido cierto si Zuloaga no hubiera enfermado, por lo que hubo de posponerse el fusilamiento. Las pasiones políticas cambiaron y a Félix lo indultaron.
El Partido Conservador puso a Zuloaga a cargo de la Presidencia de la República en 1858. La familia habitó en Palacio Nacional, donde Gracia se hizo cargo de su hogar y el cuidado de sus hijos. Como presidente, el general Zuloaga fue honrado y sabiendo la precaria situación económica del gobierno federal, se negó a cobrar su sueldo y Gracia, ante la falta de fondos, padeció estrecheces económicas.
Como primera dama, se dedicó a acompañar a su marido y a asistir a ciertos banquetes con los ministros del gabinete y sus esposas. Gracia no se consideraba como aristócrata; era sencilla, recatada y en ocasiones elegantes, le gustaba usar su cabello peinado en caireles.
Cuando a Zuloaga lo quitaron de la presidencia y luego del asesinato de Melchor Ocampo, cometido por los conservadores; en medio de fuertes riñas políticas, Gracia fue detenida y la mantuvieron cautiva durante veinticuatro horas. Una vez liberada, vivió escondida y en penosas condiciones económicas. Con el imperio de Maximiliano de Habsburgo, recuperó su libertad totalmente hasta la caída del emperador.
Se estableció en La Habana, Cuba, donde permaneció hasta 1871, cuando Juárez amnistió a sus adversarios y pudo regresar a México, donde se dedicó por el resto de sus días a realizar obras de caridad.
Ya en México, Gracia entabló una muy buena amistad con sus otrora enemigos, los escritores liberales Guillermo Prieto y Manuel Payno, a quienes relataba lo que sabía de las campañas militares de su padre y su esposo.
Una prolongada enfermedad segó su vida la noche del martes 31 de diciembre de 1889 en su domicilio de la Ciudad de México. Fue enterrada en el panteón Francés y luego trasladada a la iglesia de la Santa Veracruz, al lado de sus hijos, y cuya cofradía había presidido en vida. Félix María Zuloaga le sobrevivió por nueve años, murió en 1898.